# Curtiss-Wright C-76 Caravan
Il Curtiss-Wright C-76 Caravan fu un aereo da trasporto sviluppato dall'azienda aeronautica statunitense Curtiss-Wright nei primi anni quaranta del XX secolo e costruito in piccola serie. Il C-76 era concepito come aereo da trasporto standard sostitutivo in caso di prevista carenza di leghe leggere in tempo di guerra.

## Storia del progetto

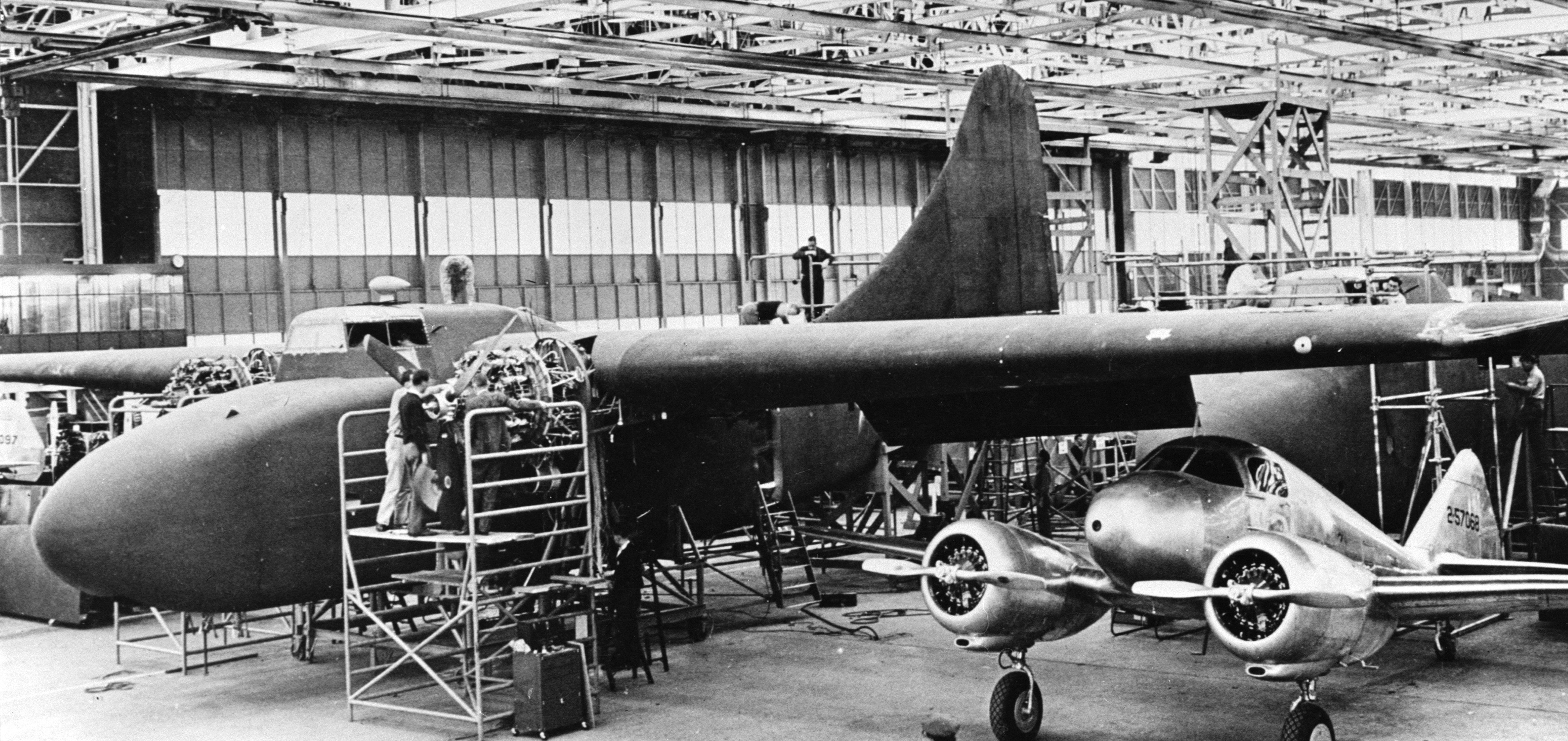
Un Curtiss-Wright AT-9 sotto l'ala di un C-76 Caravan presso lo stabilimento Curtiss-Wright nel 1943.

Nel 1941 l'azienda aeronautica Curtiss-Wright fu incaricata dall'United States Army Air Forces di progettare e costruire un aereo da trasporto militare interamente realizzato in legno, con specifiche di prestazioni che soddisfacevano o superavano quelle del Douglas C-47 Skytrain allora in servizio.
Il progetto del Curtiss-Wright CW-27 fu realizzato dal capo  progettista della Curtiss-Wright, ingegnere George A. Page, Jr.. Si trattava di un velivolo da trasporto merci, ad ala alta, bimotore, utilizzando una costruzione in compensato con un carrello di atterraggio triciclo anteriore. Sebbene il caccia britannico de Havilland Mosquito avesse impiegato con successo una costruzione in compensato con struttura in legno di balsa ed esterna in legno di betula, l'ufficio tecnico della Curtiss-Wright, utilizzando la ricerca fornita dal Forest Products Laboratory, rifiutò questo approccio, insistendo invece su una costruzione in compensato di mogano denso, che aumentava notevolmente il peso dell'aereo. Su richiesta della Curtiss-Wright, l'Army Materiel Command preparò grandi scorte di mogano e un certo numero di produttori di mobili, tra cui la Baldwin Piano Company, furono subappaltati per costruire componenti per l'aereo, che sarebbero stati assemblati nel nuovo stabilimento aeronautico della Curtiss-Wright a Louisville Kentucky.
Un motore radiale Pratt & Whitney R-1830-92 Twin Wasp a 14 cilindri, raffreddati ad aria erogante la potenza di 1.200 CV (890 kW) era montato su ogni ala. Ognuno azionava un'elica tripala a velocità costante. L'aereo era in grado di trasportare 23 persone o un carico utile. Il C-76 Caravan aveva una sezione anteriore che si apriva verso destra per consentire il carico di grandi dimensioni, tra cui una jeep o piccoli pezzi di artiglieria. Sebbene inizialmente progettato per avere una rampa di carico posteriore, questa era presente solo sul prototipo Y1C-76 ed è scomparsa dal primo YC-76 di pre-produzione. 
Il contratto originale prevedeva 11 aerei di pre-produzione YC-76, e il primo aereo sarebbe stato costruito e testato nello stabilimento Curtiss-Wright Division di St. Louis, Missouri. Successivamente l'USAAF ordinò cinque aerei di produzione C-76 e nove YC-76A modificati, con la produzione in linea che sarebbe iniziata nello stabilimento Curtiss-Wright di Louisville e in una fabbrica della Higgins Aircraft a Michoud vicino a New Orleans, Louisiana. Per mantenere il compensato flessibile durante la costruzione, la fabbrica fu mantenuta calda e umida. Il prototipo YC-76 volò per la prima volta il 1° maggio 1943.

## Impiego operativo

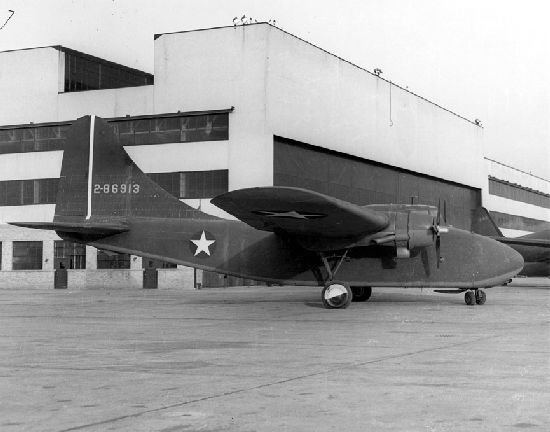
Il Curtiss YC-76 Caravan.

Il primo volo del prototipo YC-76 ebbe luogo il 3 maggio 1943. Il velivolo si dimostrò  fin dall'inizio gravemente sottopotenziato, raggiungendo una velocità di crociera di 260 km/h (160 mph), una tangenza di servizio di 6.900 m (22.600 piedi), un'autonomia 1.210 km (750 mi) e una capacità di carico inferiore a 3.600 kg (8.000 libbre). Il 10 maggio 1943, il primo YC-76 (matricola 42-86918) costruito nello stabilimento di Louisville,  perse il suo impennaggio di coda unità di coda durante un volo di prova, a causa della mancanza di bulloni di fissaggio, schiantandosi a Okolona, uccidendo tre membri dell'equipaggio di collaudo della Curtiss-Wright. Tuttavia, fu effettuato un ordine per un totale di 175 esemplari destinate alle truppe paracadutiste, al trasporto merci e al traino degli alianti d'assalto.  I collaudi in questa direzione vennero effettuati con nove velivoli inizialmente denominati YC-76A e testati utilizzando alianti Waco CG-3A e CG-4A.  Se nel caso del primo aliante si ebbe qualche risultato, i test con il secondo modello furono catastrofici, poiché ogni volta il CG-4A doveva decollare vuoto.  
Inoltre, il C-76 fallì una serie di test di volo critici. Durante i collaudi si scoprì che il C-76 era instabile quando non trasportava un carico; per ottenere un baricentro stabile, l'aereo doveva essere zavorrato oltre il suo peso massimo lordo ammissibile al decollo. A qualsiasi velocità o con qualsiasi raffica di vento, gli equilibratori del C-76 sbattevano avanti e indietro violentemente.
La struttura alare cedette in otto test statici separati, a volte con un carico pari al 40% della capacità nominale dell'ala. I cedimenti delle ali furono attribuiti, da alcune fonti, al cedimento degli elementi di fissaggio utilizzati per fissare i componenti in legno dell'aereo. Furono aggiunti alla struttura numerosi elementi di fissaggio aggiuntivi, staffe metalliche e rinforzi in compensato nel tentativo di rafforzarla, aumentando così il peso complessivo dell'aereo. Nello stabilimento di Louisville, gli operai della linea di produzione Curtiss avrebbero poi richiamato due C-76 di produzione che erano stati tenuti per un po' di tempo nell'edificio di assemblaggio, con un aereo che fu cannibalizzato per mantenere l'altro in condizioni di volo.
Solo cinque aerei di produzione furono completati nel 1943: tre dalla divisione St. Louis della Curtiss-Wright e due da un nuovo stabilimento a Louisville che fu terminato nel maggio 1942. Il contratto con la Higgins Aircraft Co. fu annullato dall'esercito il 3 agosto 1943 prima che la fabbrica Higgins a New Orleans fosse completata, e alla Higgins fu assegnato un altro contratto per produrre il Curtiss C-46 Commando.
Poiché le misure prioritarie di guerra progettate per aumentare la produzione di alluminio si rivelarono efficaci, la temuta carenza di leghe leggere non si materializzò mai. Inoltre, l'USAAF Training Command aveva iniziato a inoltrare diffuse lamentele sulla  insufficiente durata di servizio dei loro addestratori primari Fairchild PT-19 con ali in legno quando esposti a calore elevato nelle basi di addestramento situate in Texas e Florida. Il 3 agosto 1943 il Dipartimento della Guerra annullò gli ordini di produzione per il C-76 quando erano già stati realizzati 25 esemplari, costati ognuno 144.977 dollari. La Sara Clark Collection, National Archives, Record Group 342, Box 2719, documenta la vita dei 25 aerei YC-76 poiché gli aerei n. 1, n. 3, n. 4 e n. 5 furono inseriti nella categoria "Z", ZC-76, a causa delle scarse condizioni di incollaggio e delle procedure di assemblaggio da parte dei subappaltatori rilevate tramite un'ispezione della Material Division del loro lavoro. Questi aerei furono assegnati al Technical Training Command e utilizzati solo per addestramento a terra. L'esemplare n. 2 fu distrutto durante i test statici a Wright Field. L'esemplare n. 6 fu perso in un incidente. L'esemplare n. 9 era in riparazione, ma esse furono interrotte e l'aereo fu posto in Classe 26, non operativo. L'Air Service Command utilizzò 12 YC-76 per i test di servizio per nove mesi e scoprì che richiedevano un numero eccessivo di ore di lavoro per la manutenzione.
Tutti gli aerei rimasti vennero radiati entro l'ottobre 1944, e venduti come surplus. L'USAAF Materiel Command in seguito stimò che l'intero progetto C-76 costò al governo degli Stati Uniti d'America 400 milioni di dollari e diversi mesi di tempo di produzione perso.

## Versioni
- YC-76: 11 esemplari tra prototipi e preproduzione (n/c 42-86918/42-86928) costruiti.[1][15]
- C-76: 5 aerei di produzione costruiti a St. Louis, (n/c 42-86913/42-86917).[1][15]
- YC-76A-1-CK: variante di produzione con fusoliera modificata costruita a Louisville in 9 esemplari (n/c 42-86929/42-86937).[1][15]
- C-76A: versione di produzione ordinata in 175 esemplari, nessuno di essi fu mai realizzato.[15]

## Utilizzatori
Stati Uniti
- United States Army Air Forces